# Editorial Claret
La editorial Claret es una sociedad limitada unipersonal que actualmente integra en una sola empresa la Editorial Claret, la Librería Claret y la Distribuidora Claret. Fue creada por los Misioneros Claretianos de Cataluña, primero como «Tipografía Claret», una sucursal de la Editorial Corazón de María, de Madrid, y, a partir de 1940, con el nombre de «Gráficas Claret», que cambió, 1966, por el actual. Se fundó para recoger una de las actividades a las que su fundador, san Antonio María Claret, dio mucha importancia: la difusión del Evangelio a través de la prensa escrita.

## Historia
El padre Claret tuvo una intensa actividad como escritor a partir de la publicación del Camino derecho y seguro para llegar al cielo, entonces un pequeño opúsculo de 48 páginas, en 1843. Se sabe la importancia que daba a palabra escrita porque en su Autobiografía, al hablar de los medios de apostolado, le dedica una extensión considerable. Este interés también se plasmó en proyectos concretos, el más conocido de los cuales es la Librería Religiosa, fundada en 1847 con el entonces obispo de la Seu d'Urgell José Caixal con el impresor Pablo Riera y Soler. Esta editorial tenía su sede en Barcelona, en la calle Avinyó, y entre 1848 y 1866 su producción superó los 2,8 millones de libros.
Desde 1926 la editorial mantiene una actividad constante, aunque inicialmente su denominación fue «Gràfiques Claret». Durante los años del Concilio Vaticano II (1961-1966) esta actividad, ya bajo el nombre de Editorial Claret, resulta más intensa y más regular. La Librería Religiosa cerró en 1869 y es la entidad predecesora de la actual Editorial Claret, fundada en 1926.

## Librería Claret

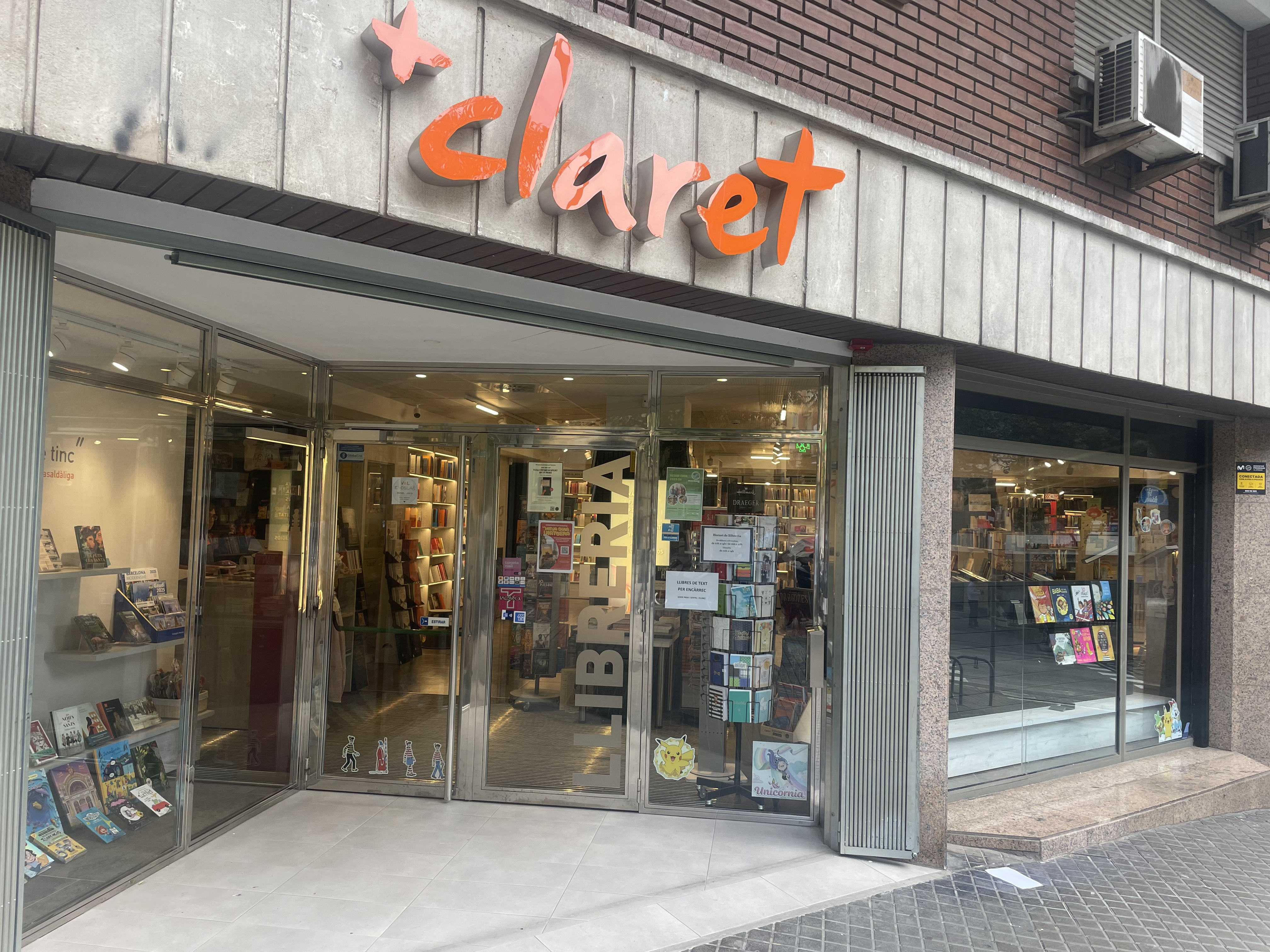
La librería Claret se trasladó en el barrio de Gracia, en la sede actual, en septiembre del 2022.

La editorial, la librería y la distribuidora forman parte de los claretianos y son actividades a las que san Antonio M. Claret dio una gran relevancia. Claret dio mucha importancia al uso de la prensa escrita para la tarea de comunicación del evangelio. Tenemos noticias de su intensa actividad como escritor, desde la primera publicación del Camino derecho, en ese momento un pequeño folleto de 48 páginas de 1843. Se conoce el pensamiento de Claret sobre el servicio de la palabra escrita porque en su autobiografía, cuando se habla de los medios de apostolado, dedica a ello una extensión considerable (cf. n. 310-333 de la autobiografía de san Antonio M. Claret). Este interés de Claret se plasmó en proyectos específicos, el más conocido de los cuales fue la Librería Religiosa, cuya producción entre 1848 y 1866 supera los 2.800.000 libros, y los 5.000.000 contando también opúsculos y folletos. Por fidelidad a esta historia, la editorial Claret tiene como misión promover el despertar, la iniciación, la formación y la transmisión de la fe cristiana, y en general de los valores humanizadores, a través de la edición, venta y distribución de libros y materiales audiovisuales.
La librería Claret, fundada en 1971, es un referente del libro religioso. Está situada en el barrio de Gràcia de Barcelona, en el número 410 de la calle Sicília, alrededor del núcleo claretiano de Gràcia, donde se encuentran el Colegio Claret, el Deportivo Claret y el Santuario-Parroquia del Corazón de María. La librería tiene un espacio para 50 personas donde se realizan presentaciones de libros, conferencias, mesas redondas y actividades dirigidas a los más pequeños. Desde 1971 hasta 2022 la sede de la librería y la editorial estuvo junto a la plaza Urquinaona.